# Saline Township (comté de Miller, Missouri)
Pour les articles homonymes, voir Saline Township.
Saline Township est un ancien township, situé dans le comté de Miller, dans le Missouri, aux États-Unis,.
Le township est baptisé en référence au cours d'eau Saline Creek (en).

### Source de la traduction
- (en) Cet article est partiellement ou en totalité issu de l’article de Wikipédia en anglais intitulé « Saline Township, Miller County, Missouri » (voir la liste des auteurs).